# بيرت كوندرز
ألبرت جيرارد كوندرز (من مواليد 28 مايو 1958) سياسي هولندي من حزب العمل الهولندي. شغل منصب وزير الخارجية من عام 2014 إلى عام 2017. وهو يعمل حاليًا أستاذًا في جامعة ليدن ومبعوثًا خاصًا للبنك الدولي. وهو أيضًا عضو في مجلس أمناء مجموعة الأزمات الدولية ومفوض في اللجنة الدولية لشؤون المفقودين.